# Coelioxys brevis
Coelioxys brevis är en biart som beskrevs av Eduard Friedrich Eversmann 1852. Coelioxys brevis ingår i släktet kägelbin, och familjen buksamlarbin. Inga underarter finns listade i Catalogue of Life.